# Pezizomycotina
Pezizomycotina là một phân ngành của ngành Ascomycota (những loài nấm với nang). Phân ngành này ít nhiều tương đương với Euascomycota. Những loài nấm này sinh sản bằng cách phân đôi hơn là nảy chồi. Pezizomycotina gồm tất cả những nấm nang có quả thể nhìn thấy được bằng mắt thường (trừ chi Neolecta thuộc Taphrinomycotina).
Paleopyrenomycites có niên đại vào thời kỳ Devon sớm là thành viên hóa thạch cổ nhất được biết đến của Pezizomycotina, mặc dù vị trí của nó trong phân ngành này chưa rõ ràng.